# Anticorps irrégulier
Pour les articles homonymes, voir Rai.
Un anticorps est qualifié d'irrégulier par les immuno-hématologistes lorsqu'il n'est pas systématiquement présent chez les sujets dépourvus de l'antigène correspondant. Ainsi les anticorps du système de groupe ABO sont des anticorps réguliers, car tout sujet âgé de plus de quelques mois ne possédant pas les substances A ou B, doit normalement avoir dans son sérum des anticorps anti-B ou anti-A. Par opposition, rares sont les sujets rh négatifs, donc dépourvus de l'antigène D (RH1), qui possèdent dans leur sérum un anti-D. Cet anticorps est donc qualifié d'irrégulier. La majorité des anticorps de groupes sanguins sont des « anticorps irréguliers ».
La recherche d'anticorps irréguliers ou recherche d'agglutinines irrégulières (en France : RAI, en Belgique : Coombs indirect) est un examen d'immuno-hématologie permettant de mettre en évidence et d'identifier la spécificité d'anticorps anti-érythrocytaires présents dans le sérum d'un malade pour prévenir un choc transfusionnel ou pour détecter une incompatibilité fœto-maternelle chez une femme enceinte.
Cet examen consiste à faire réagir un sérum (ou un plasma) inconnu sur un certain nombre de globules rouges connus, c’est-à-dire dont les divers antigènes de groupe sanguin sont connus. Cet ensemble de globules rouges constitue un panel.
Le sérum inconnu mis en présence de ces hématies provoquera une agglutination (parfois une hémolyse) si un anticorps présent dans le sérum se fixe sur l'antigène correspondant présent sur l'hématie. Dans le cas contraire il n'y a pas d'agglutination.
Les premières réactions d'agglutination, en faisant réagir simplement un sérum sur des hématies non traitées, ont permis la découverte des groupes sanguins ABO. Cette technique simple ne permet de mettre en évidence que des anticorps dits agglutinants, en règle des IgM, anticorps naturels actifs à froid, à 4 °C ou à la température ambiante. C'est le cas des anticorps du système ABO, des anti-M, anti-N, anti-P1, et rarement ou exceptionnellement d'autres spécificités qui peuvent toutes se voir.
Cette technique d'agglutination a été améliorée grâce aux techniques d'agglutination artificielle.

## Potentiel zêta / Théorie des ponts
- Potentiel zêta ( ζ )

Les hématies en suspension dans le plasma se repoussent du fait de la présence à leur surface de charges électriques négatives (COO-), charges qui maintiennent la présence d'un nuage d'ions positifs solidaires du globule, nuage dont la densité diminue en s'éloignant du globule. La différence de potentiel entre ce nuage de cations solidaires de l'hématie et le milieu neutre est de -15 mV. Ce potentiel ζ est déterminé grâce à la mesure de la mobilité des hématies dans un champ électrique.
Selon Pollack, le potentiel ζ est proportionnel à la charge σ des hématies, inversement proportionnel à la constante diélectrique D du milieu, et à la racine carrée de la force ionique μ, soit ζ = f(σ / D.μ0.5).
La fixation d'anticorps (qui sont des molécules amphotères) neutralise partiellement ces charges et permet donc aux forces de tension superficielle et de Van der Waals de rapprocher ces hématies et de les agglutiner, le potentiel ζ ayant été abaissé à - 7 mV environ.
Les IgM de 1 M de poids moléculaire sont beaucoup plus efficaces pour neutraliser ces charges que les IgG de 160 000 de poids moléculaire, d'où la qualité d'anticorps agglutinants ou complets pour les premiers, et non agglutinants ou incomplets pour les seconds. Bien sûr, l'agglutination dépend également du nombre de sites antigéniques à la surface de l'hématie, de 106 sites A sur une hématie A1 à 105 sur une hématie A2, et de 4 000 à 18 000 sites Kell sur une hématie Kell positive.
- Théorie des ponts

Le schéma de Rodney Porter de la structure des immunoglobulines montre que l'élément de base de ces molécules est constitué de deux chaînes lourdes et deux chaînes légères, et se dissocie après traitement par une enzyme, en une partie Fc constituée de deux fragments de chaînes lourdes, et en deux fragments Fab, qui contiennent le site anticorps de liaison à l'antigène. On suppose donc qu'un site anticorps se lie à l'antigène situé sur une hématie, et que le second site de l'immunoglobuline se lie à l'antigène situé sur une seconde hématie, constituant ainsi un "pont" moléculaire entre les deux hématies qui se trouvent donc agrégées entre elles. De proche en proche le nombre d'hématies est de plus en plus important, jusqu'à constituer des agglutinats importants visibles à l'œil nu. Cette explication tout à fait valable pour des complexes antigène-anticorps susceptibles de précipiter (Méthodes d'Ouchterlony et de Mancini), est probablement secondaire dans la phase initiale en ce qui concerne les agglutinats d'hématies compte tenu de la taille respective des hématies (de 85 à 98 μm3 de volume,de 6,8 à 7,3 μm de diamètre) et des anticorps en jeu, surtout s'il s'agit d'IgG dont la distance entre les sites anticorps est de 15 nm au maximum.
- Théorie mixte

En fait, selon la position de l'épitope plus ou moins enfoui sous le glycocalix (RH) ou à l'extrémité d'une chaîne protéique ou osidique (MNS, ABO), et donc plus ou moins éloigné de la membrane lipidique, l'accessibilité par les anticorps sera très différente. Le rapprochement des hématies peut donc être initié par une chute du potentiel zêta, puis renforcé par des ponts, ou être initié par des ponts sur des épitopes nombreux (ABO) et très externes ou sur des hématies déformées présentant des spicules, fixation initiale qui contribue également à baisser le potentiel zêta.

## Agglutination artificielle
- Milieu macromoléculaire. La mise en suspension des hématies du panel dans un milieu contenant de l'albumine avait permis de sensibiliser la méthode, par modification de la constante diélectrique du milieu. D'autres molécules, ficoll, dextran ou PVP ont été utilisées depuis.

- Traitement enzymatique des hématies. En traitant les hématies par une enzyme, (papaïne, trypsine, broméline ou ficine), on supprime un certain nombre de charges négatives à la surface de l'hématie, ce qui diminue le potentiel zêta, et permet alors à une IgG de provoquer une agglutination. Ce traitement permet également une meilleure accessibilité de certains épitopes et leur réorganisation à la surface de l'hématie. Mais ces enzymes détruisent aussi d'autres antigènes des hématies (antigènes FY, MNS, en particulier) et ne permettent donc pas de mettre tous les anticorps en évidence. Par contre cette technique est très sensible pour mettre en évidence les anticorps des systèmes Rhésus, Kidd, P1, et Lewis. Chaque enzyme est plus ou moins adaptée à la recherche de certains anticorps.

- Technique à l'antiglobuline, appelée également technique de Coombs. Technique permettant de mettre en évidence, de façon spécifique, la présence d'un anticorps humain fixé sur une hématie. Au premier anticorps fixé sur l'antigène de groupe sanguin, anticorps incapable de baisser suffisamment à lui seul le potentiel zêta du globule, on ajoute des immunoglobulines animales qui reconnaissent l'immunoglobuline humaine et viennent s'y fixer. La masse moléculaire de l'ensemble du complexe fixé sur l'antigène augmentant d'autant, le seuil de -7 mV entre la surface de l'hématie et le milieu extérieur est atteint, et l'agglutination peut avoir lieu.

- Association de techniques, Coombs papaïné, Coombs trypsiné. Aux hématies traitées par une enzyme, est ajouté le plasma objet de la recherche d'anticorps. Puis, dans un second temps, à ces hématies, est ajouté le sérum anti-globuline.

La technique à l'antiglobuline est officiellement reconnue en France comme obligatoire et suffisante pour la recherche des anticorps irréguliers. Les anticorps qui ne sont pas mis en évidence par cette technique étant considérés comme non dangereux.

## Interprétation des résultats
Si, par exemple, sur un panel de quinze hématies, les huit hématies qui portent l'antigène D sont agglutinées, et si les sept hématies rhésus négatif ne le sont pas, nous pouvons affirmer, grâce à un test statistique, test du Khi-2 si applicable, ou méthode exacte de Fisher (voir la discussion de l'article) dans l'exemple présent, que le sérum testé contient un anticorps anti-D, avec un risque d'erreur d'environ un pour six mille, p = 0.000155. Le raisonnement est le même pour tous les anticorps, ce qui explique la difficulté qu'il y a pour constituer des panels d'hématies bien assorties entre elles, de telle sorte que les résultats observés soient statistiquement significatifs.
D'où aussi la nécessité d'avoir des panels d'hématies suffisamment importants, voire plusieurs panels, pour pouvoir identifier un anticorps, quand il ne s'agit pas de mélanges de plusieurs anticorps, tels des anti-D + C + K + Fya, ce qui se voit chez certains patients polytransfusés. Les différences de sensibilité des diverses techniques utilisables nous aident aussi à identifier les anticorps constituant ces mélanges complexes.
Enfin les hématies du panel ne présentent pas toutes la même réactivité vis-à-vis de certains anticorps de faible titre ou de faible affinité. Ainsi une hématie de phénotype Rhésus DccEe ne sera pas agglutinée par un faible anti-E, alors qu'une hématie de phénotype ddccEe le sera, ce qui peut se comprendre dans le cas présent, l'hématie DccEe possédant trois types de protéines RH (RH-D, RH-ce, RH-cE) supposées plus ou moins également réparties, alors que l'hématie ddccEe n'en possède que deux, et donc présente un nombre d'épitopes E légèrement supérieur. De même une hématie MM (M+, N-) possédant l'antigène M en double dose sera plus réactive vis-à-vis d'un faible anti-M qu'une hématie MN, (M+, N+). Par ailleurs, à phénotypes identiques, les quantités d'antigène ou les réactivités des hématies sont variables d'un individu à l'autre, il en est ainsi pour le phénotype P1.
Affirmer la présence d'un anticorps et l'identifier ne suffit pas pour pouvoir transfuser en toute sécurité. Encore faut-il exclure les anticorps susceptibles d'être masqués par les anticorps identifiés. Par exemple, nous devrons obligatoirement tester des globules Rhésus CC (c-), Jk(a+,b-) afin d'éliminer la possible présence d'un anti-Jka chez un malade ayant un anti c (anti-RH4). Certaines combinaisons phénotypiques sont rarissimes. Ainsi, seul un globule de phénotype CCEe dans le système Rhésus permettra d'éliminer la présence d'un ant-E fréquemment associé à un anti-c. Enfin, le phénotype du patient dans les divers systèmes permet d'exclure la présence des allo-anticorps correspondant aux antigènes mis en évidence.

## Intérêt clinique
Cette recherche d'anticorps irréguliers est obligatoire : 
- avant une transfusion, pour éviter un accident hémolytique transfusionnel.
- après une transfusion (six semaines environ après) pour déceler l'apparition d'un anticorps d'immunisation primaire, susceptible de disparaître plus tard, mais toujours dangereux du fait d'une réactivation possible (réponse secondaire) lors d'une transfusion ou grossesse ultérieure. D'où la règle, énoncée par Charles Salmon, valable pour les anticorps dangereux : "un anticorps un jour, un anticorps toujours", expression qui résume le fait que cet anticorps, même ayant disparu, doit toujours être pris en considération dans le choix des unités à transfuser.
- chez les femmes enceintes, 
  - pour le dépistage des incompatibilités fœto-maternelles susceptibles d'entraîner une atteinte fœtale,
  - pour pouvoir transfuser la mère en urgence en cas d'hémorragie.

## Épreuve de compatibilité
Par ailleurs, il faut savoir que tous les anticorps susceptibles d'être dépistés n'ont pas la même importance clinique, certains de ces anticorps n'ayant jamais entraîné d'accident transfusionnel. Nous pouvons citer par exemple l'anti-Wright a, l'anti-N… Sont également considérés comme non dangereux certains anticorps qui ne sont actifs qu'en techniques enzymatiques. Ces anticorps non dangereux, de même que les anticorps de type HTLA (High Title Low Affinity, haut titre  de faible affinité), sont parfaitement connus des Établissements de Transfusion.
À l’inverse, certains anticorps ou mélanges d’anticorps dangereux rendent certaines transfusions très difficiles par manque de donneurs compatibles. Par exemple, parmi les seuls donneurs ABO et RH compatibles, moins de quatre donneurs sur mille conviennent lorsque le malade à transfuser est porteur d’un anti-K2 (anti-Cellano). D’où l’intérêt de la recherche d'anticorps irréguliers post-transfusionnelle ou lors du bilan préopératoire afin de n’être pas surpris, ni dépourvu, en cas d’urgence.
La présence d’anticorps irréguliers entraîne, avant toute transfusion, systématiquement sur le plan médico-légal, mais plus raisonnablement uniquement lorsqu’un doute persiste, la réalisation d’une épreuve directe de compatibilité (en France : E.D.C.) au laboratoire. Cette épreuve, encore appelée cross-matching (anglais : réaction croisée), consiste à tester, dans les mêmes techniques que la recherche d'anticorps irréguliers, le sérum ou le plasma du malade vis-à-vis des concentrés érythrocytaires de phénotype compatible prévus pour sa transfusion. Ainsi, si un anticorps n’avait pas été dépisté ou identifié lors de la recherche d'anticorps irréguliers, il pourra être mis en évidence si l’unité de sang prévue est incompatible. D’autres unités seront alors choisies et testées.
Ce test permet parfois de mettre en évidence une incompatibilité due à un exceptionnel antigène privé, présent sur les hématies du donneur, l'anticorps présent chez le receveur n'étant que rarement dépisté à l'occasion de la recherche d'anticorps irréguliers. Ce test sera alors systématiquement pratiqué pour un receveur connu comme ayant un exceptionnel anti-privé, anti-MNS9 par exemple. Ce test pourra également être pratiqué chez les receveurs transfusés régulièrement en sang phénotypé (thalassémies, drépanocytoses, Blacfan Diamond, déficits enzymatiques -pyruvate-kinase, etc.) et donc ne recevant le sang que de quelques donneurs sélectionnés, et susceptibles dans ce cas de développer un anticorps anti-privé.

## R.A.I. /E.D.C.
Une R.A.I. négative permet de transfuser un patient dans tous les cas, hors anti-privé connu, nécessitant une transfusion. Si la R.A.I. est positive et l'anticorps identifié, le patient sera transfusé en urgence en unités phénotypées. Les textes imposent, pour toute RAI positive, une compatibilité au laboratoire, ce qui peut être inutile lorsque l'anticorps est bien identifié (anti E isolé par exemple) et provoque des retards qui peuvent être cause de décès (ces cas étant heureusement rare, la notion d'urgence vitale permettant de réaliser la R.A.I et l'E.D.C alors que les CGR ont déjà été délivrés au service de santé). La RAI est donc indiquée pour des transfusions imprévisibles, urgentes et/ou abondantes.
L'E.D.C. offre une garantie supplémentaire à la sécurité transfusionnelle pour tout anticorps déjà mis en évidence ou connu (selon les textes), en permettant de mettre en évidence une incompatibilité liée à un anticorps anti-privé, ou non encore identifié ou masqué par un anticorps connu -anti-Jka masqué par un anti-c par exemple. Mais cette épreuve retarde la transfusion, du fait que chaque unité prévue doit être testée -temps du test lui-même à ajouter aux temps de transport entre le laboratoire et l'établissement de soins. Cette garantie est aussi dans certains cas parfaitement illusoire, lorsque l'anticorps dépisté (anti JK, anti MNS3…) n'est mis en évidence que sur les hématies homozygotes du panel pour l'antigène considéré. Dans ce cas, une épreuve de compatibilité négative effectuée à l'aveugle sur des unités non phénotypées ne permet pas de garantir la sécurité transfusionnelle. L'E.D.C. peut toutefois être pratiquée sur des unités phénotypées pour une transfusion urgente non vitale immédiate ou non programmée et ne concerne généralement que quelques unités de concentrés érythrocytaires.